# Настя Кудри
Анастаси́я И́горевна Кудря́шкина (род. 27 ноября 1996, Москва), более известна под сценическим псевдонимом На́стя Ку́дри — российская хип-хоп и поп-певица.
Дочь коммерческого директора Уральской горно-металлургической компании Игоря Кудряшкина — одного из 200 самых богатых людей России по данным Forbes.

## Биография
Родилась 27 ноября 1996 года в Москве. В детстве увлекалась танцами и пением. В 2019 году окончила Московский государственный университет, обучаясь на факультете журналистики.
Карьеру певицы начала в 18 лет после того, как был снят музыкальный клип с рэпером Павлом Кравцовым. В 2016 году записала песню «Не шути», а в 2017 году у певицы вышел дебютный альбом, получивший название «Без прелюдий», в который вошли 11 треков.
Рецензируя дебютный альбом, Алексей Мажаев отметил, что тематика её песен соответствует ожидаемой от представительницы «золотой молодёжи» и что Анастасия «много поёт на тему секса», при этом оценив музыкальный материал альбома как незапоминающийся.
Трек под названием «Нам будет жарко» был записан совместно с певицей Ольгой Бузовой. Также в этом году Настя Кудри совместно с Алексеем Воробьёвым записала композицию под названием «Я обещаю», на которую певцы сняли клип. В 2018 году она записывает свой второй альбом под названием «ПРРР», в который вошли 5 песен. В работе над альбомом принимали участие певец Роман Бестселлер, автор текстов Илья Жихарев и рэпер Кравц. В этом же году в свет выходит 5 синглов: «Я — TЯUE», «09.18», «Call 112», «Я — Marshmallow» и «Рандеву». В 2019 году певица записывает такие песни, как: «Klin klinom», «Tamagotchi», «Da Ya Takaya», «БУ!» и «Ne Rap». В 2020 году певица записывает совместный трек c Pabl.A под названием «Мотыльки».
Осенью 2021 года после небольшого перерыва в карьере Настя Кудри поменяла подход к своему творчеству и объявила о создании нового проекта «Нет времени объяснять», выполненного в жанре электронной музыки, работа над которым была выполнена совместно с лейблом Out of Records. Был представлен формат, сочетающий в себе элементы арт-хауса и поп-музыку. 8 октября 2021 года состоялся дебют премьерного релиза «Не влюблены», а 15 апреля 2022 года была выпущена песня «Устала». 7 октября 2022 года вышел сингл «Астматик», записанный совместно с рэпером 9 P.M. 28 октября 2022 года в сети появилась песня «Вино», а 25 ноября был выпущен альбом под названием «негрустно о грустном». 12 мая 2023 года вышел сингл «куда бежишь», созданный совместно с kOtmOs и Norken + Deer.

## Дискография

### Альбомы

#### Сольные альбомы
| Оценки критиков | Оценки критиков |
| Источник        | Оценка          |
| --------------- | --------------- |
| InterMedia      | [ 1 ]           |

| Год  | Название       | Подробнее                                                                                          |
| ---- | -------------- | -------------------------------------------------------------------------------------------------- |
| 2017 | «Без прелюдий» | - Выпущен: 29 сентября 2017 - Формат: цифровое скачивание - Лейбл: Первое музыкальное издательство |
| 2018 | «ПРРР»         | - Выпущен: 31 августа 2018 - Формат: цифровое скачивание - Лейбл: Первое музыкальное издательство  |

#### В рамках проекта «Нет времени объяснять»
| Год  | Название               | Подробнее                                                                       |
| ---- | ---------------------- | ------------------------------------------------------------------------------- |
| 2022 | «негрустно о грустном» | - Выпущен: 25 ноября 2022 - Формат: цифровое скачивание - Лейбл: Out of Records |